# Пуерто де Луна (Њу Мексико)
Пуерто де Луна (енгл. Puerto de Luna) насељено је место без административног статуса у америчкој савезној држави Њу Мексико.

## Демографија
По попису из 2010. године број становника је 141.
| Група             | 2000.    | 2010.       |
| Белци             | 0 (0,0%) | 32 (22,7%)  |
| Афроамериканци    | 0 (0,0%) | 0 (0,0%)    |
| Азијати           | 0 (0,0%) | 0 (0,0%)    |
| Хиспаноамериканци | 0 (0,0%) | 107 (75,9%) |
| Укупно            | 0        | 141         |